# Трекбол (игра)
Трекбол (англ. trac-ball, произносится /ˈtrækˌbɔːl/) — это обычно игра в "поймай мяч" для двух и больше человек, где участники используют большую перчатку/ракетку/корзинку для переброски мяча между игроками. По внешнему виду и функциям ракетка подобна корзинке для игры джей алай (jai alai). Трекбол также используется в игре, называемой "верченый мяч" (whirlyball). Верченый мяч — это игра, в которую играют на электрических автомобильчиках с бампером, где две команды, используя трекбольные ракетки, пытаются забить друг другу гол, кидая трекбольный мяч в поднятую на высоту сетку противоположной команды.

## Кривизна траектории
Уникальным аспектом трекбола является легкость, с которой может быть получена искривленная траектория полета мяча. Канавки–направляющие по всей длине ракетки вместе с полосками на мяче обеспечивают сильную закрутку мяча, что позволяет игрокам кидать мяч по сильно искривленным траекториям с минимальными усилиями.
При броске вперед из перпендикулярного положения ракетки к земле, мяч закручивается в сторону кидающего игрока. Обычно это приводит к увеличению высоты полета над первоначальной целью - противоположным игроком. Расстояние броска увеличивается из-за закручивания мяча, но, с другой стороны, траектория становится непредсказуемой.
Более эффектной траектории можно достигнуть при параллельном расположении ракетки к земле. Траектория мяча искривится обратно к противоположному игроку, если, к примеру, ракетку держать справа (для праворуких людей) и нацелить мяч примерно к 30 градусам левее от противоположного игрока, или больше (зависит от скорости броска).

## Заимствование другими играми
"Ковш", обычно используемый в игре "верченый мяч" (whirlyball) - это ракетка трекбола. Также игра в биту и мяч (whiffleball) заменяется традиционным трекболом.